# Korcivka, Ovruci
Korcivka (în ucraineană Корчівка) este un sat în comuna Kîrdanî din raionul Ovruci, regiunea Jîtomîr, Ucraina.

## Demografie
Componența lingvistică a localității Korcivka
     Ucraineană (97,81%)
     Rusă (1,54%)
     Alte limbi (0,66%)
Conform recensământului din 2001, majoritatea populației localității Korcivka era vorbitoare de ucraineană (97,81%), existând în minoritate și vorbitori de rusă (1,54%).